# Sphecosoma melanota
Sphecosoma melanota är en fjärilsart som beskrevs av George Francis Hampson 1898. Sphecosoma melanota ingår i släktet Sphecosoma och familjen björnspinnare. Inga underarter finns listade i Catalogue of Life.